# Conophymopsis linguspinus
Conophymopsis linguspinus is een rechtvleugelig insect uit de familie Dericorythidae. De wetenschappelijke naam van deze soort is voor het eerst geldig gepubliceerd in 1983 door Huang.